# Valcanton
Valcanton est un secteur de la municipalité québécoise d'Eeyou Istchee Baie-James en Jamésie, dans la région administrative du Nord-du-Québec, comprenant les villages de Beaucanton et Val-Paradis ainsi que leurs environs.

## Toponymie
Le nom Valcanton est une fusion entre les noms des villages qui composent la localité : Val-Paradis et Beaucanton.

## Géographie
Valcanton est situé à l'extrême sud de la région du Nord-du-Québec, sur le territoire d'Eeyou Istchee Baie-James. La localité se trouve à proximité de la localité de Villebois et à environ 30 km au nord de La Sarre.

## Histoire
En 1998, les villages de Val-Paradis, Villebois et Beaucanton sont officiellement rattachés au Nord-Du-Québec. En 2001, Beaucanton et Val-Paradis sont regroupés pour créer la localité de Valcanton.

## Administration
Le secteur de Valcanton forme une localité, au sens de la Loi instituant le Gouvernement régional d’Eeyou Istchee Baie-James, c'est-à-dire une entité responsable de l'administration territoirale locale. La localité est administrée par un conseil et dirigée par un président. Le président du conseil siège également au gouvernement régional d'Eeyou Istchee Baie-James, et sur le conseil d'administration de l'Administration régionale Baie-James. En 2021, madame Claudine Desgagnés est élue présidente de la localité.

## Démographie

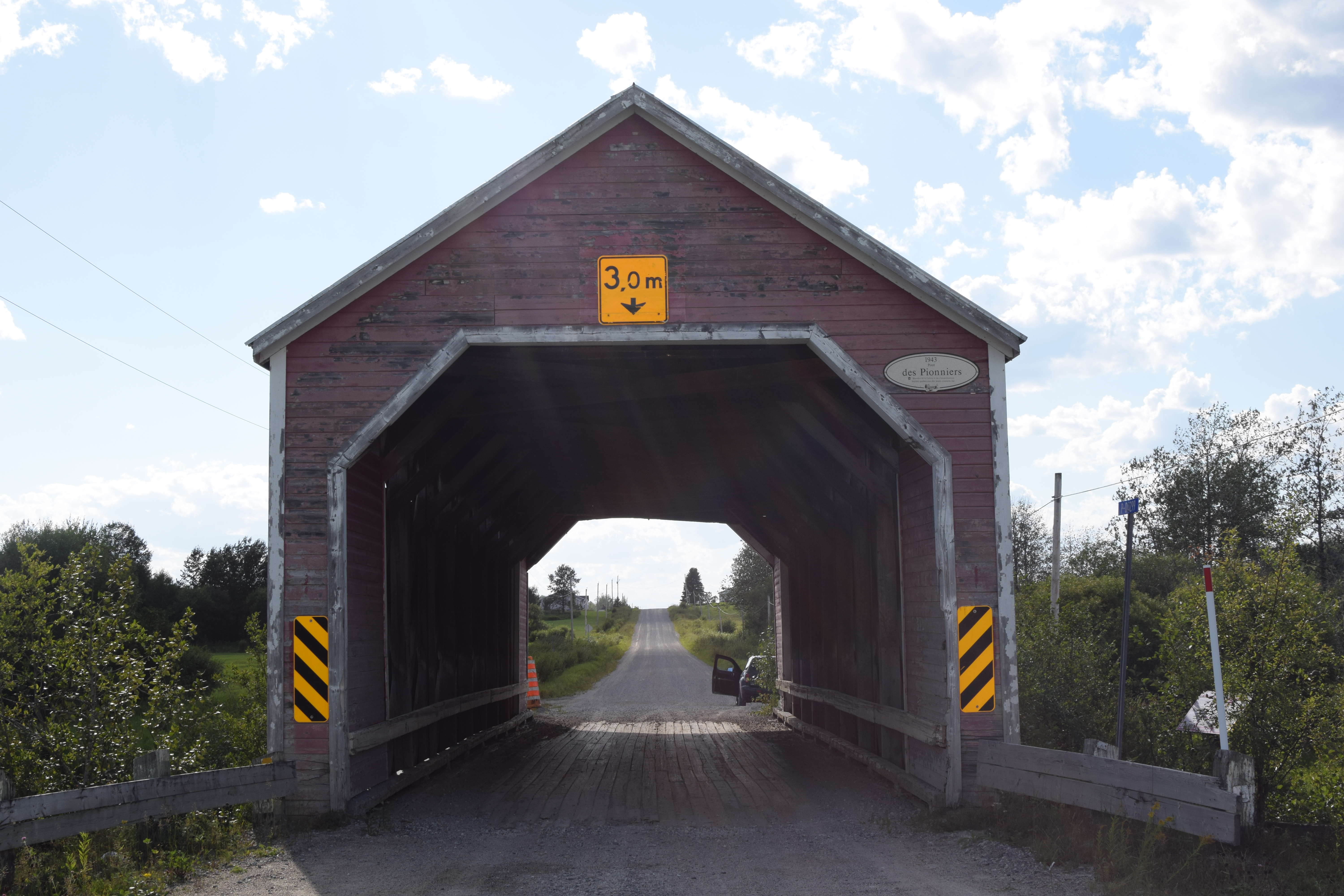
Pont des Pionniers, 2021.

| 2006 | 2011 | 2016 | 2021 |
| ---- | ---- | ---- | ---- |
| 253  | 207  | 307  | 339  |

Sources : Statistique Canada,,

## Attraits
- Pont des Souvenirs, pont couvert construit en 1954[9] ;
- Pont des Pionniers, pont couvert construit en 1943[10] ;
- Pont Maurice-Duplessis, pont couvert construit en 1948[11] ;
- Église Saint-Joachim de Beaucanton[12] ;
- Musée Vestiges d'autrefois : musée local consacré à l'histoire de la colonisation de l'Abitibi ;
- Lac Pajegasque : plage et villégiature ;
- Circuits canotables : lac Turgeon, rivière Turgeon, rivière Boivin et circuit des Pionniers[13].

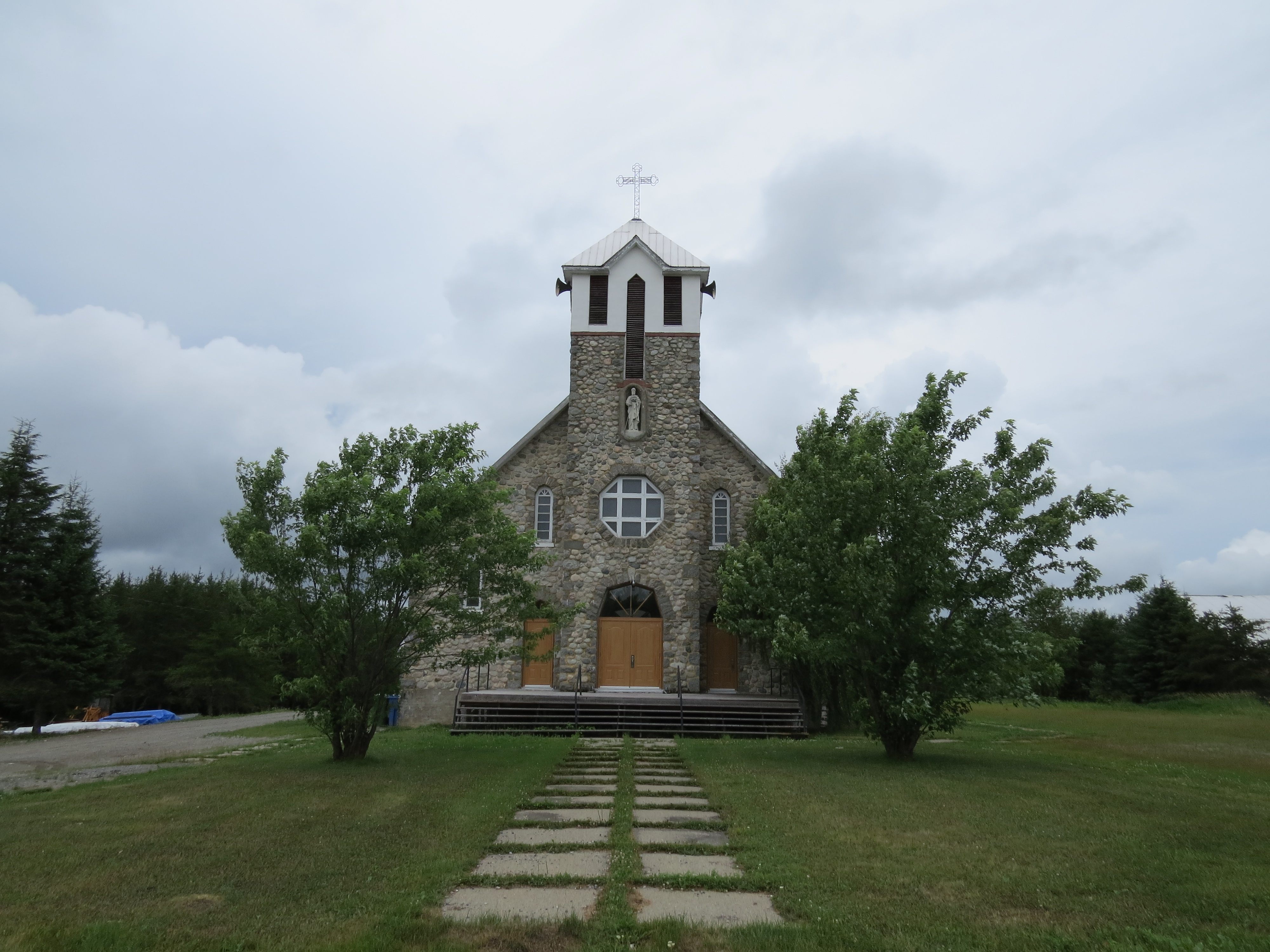
Église de Beaucanton, 2018.

## Personnalités liées
- Christel Bergeron (1985- ), artiste et forgeronne[14]
- François Gendron (1944- ), député du Parti québécois
- Henri Perron ( -1964) entrepreneur forestier, fondateur des Entreprises Perron Ltée[15]